# 超獣機神ダンクーガ BGMコレクションVol.2
『超獣機神ダンクーガ BGMコレクションVol.2』（ちょうじゅうきしんダンクーガ ビージーエムコレクション ボリュームツー）は、1985年12月5日に発売された、テレビアニメ『超獣機神ダンクーガ』のサウンドトラックアルバム。
正式なCD化に先駆けて、2006年7月15日発行の『超獣機神ダンクーガ 完全設定資料集』の付録CDに『灼熱の怒り』『獣を超え 人を超え』の2曲が収録されていた。

## 収録曲
特記の無いものは戸塚修といけたけしの手による。実際の両者の作業は分担して行われていたというが、その詳細は不明。
1. ほんとのキスをお返しに（作詞：冬杜花代子 作曲：古本鉄也 編曲：戸塚修 歌：藤原理恵）
第34話以降のオープニングテーマ。
2. いつの日か
3. ためらいにピリオド（作詞：大沢孝子 作曲：南佳孝 編曲：新川博 歌：山本百合子）
第20話で使用された挿入歌。OVA『白熱の終章』では主題歌として使用された。
4. 帰らざる恋
5. 光る翼
6. 悲しみは果てしなく
本編では第29話のロス・イゴール長官と、第35話のアラン・イゴールの最期[注釈 1]にの2回のみ使用されたレアBGM。その後OVA「失われた者達の鎮魂歌」でゲラール機長の最期[注釈 2]にも使われていた。本曲のピアノアレンジ版は第16話以降度々使用されていたものの、残念ながらBGMコレクション未収録である。
7. 獣を超え 人を超え
第15話、ダンクーガの合体プログラムが起動するシーンで初使用。第22話のように、合体シーンに使用されたこともある。
8. ハーモニーラヴ（作詞：松井五郎 作曲：南佳孝 編曲：新川博 歌：藤原理恵）
第6話以降、頻繁に使用された挿入歌。
9. 風のささやき
10. 青い地球
11. 見えざる敵
12. 幻惑インフェルノ
13. 灼熱の怒り
第16話、ダンクーガの初登場から戦闘シーンにかけて初使用。
14. めぐりくる日の（作曲：南佳孝）
『ハーモニーラヴ』のアレンジ曲。
15. SHADOWY DREAM（作詞：冬杜佳代子 作曲：東郷昌和 編曲：戸塚修 歌：東郷昌和）
第34話以降のエンディングテーマ。